# Villa Foscari

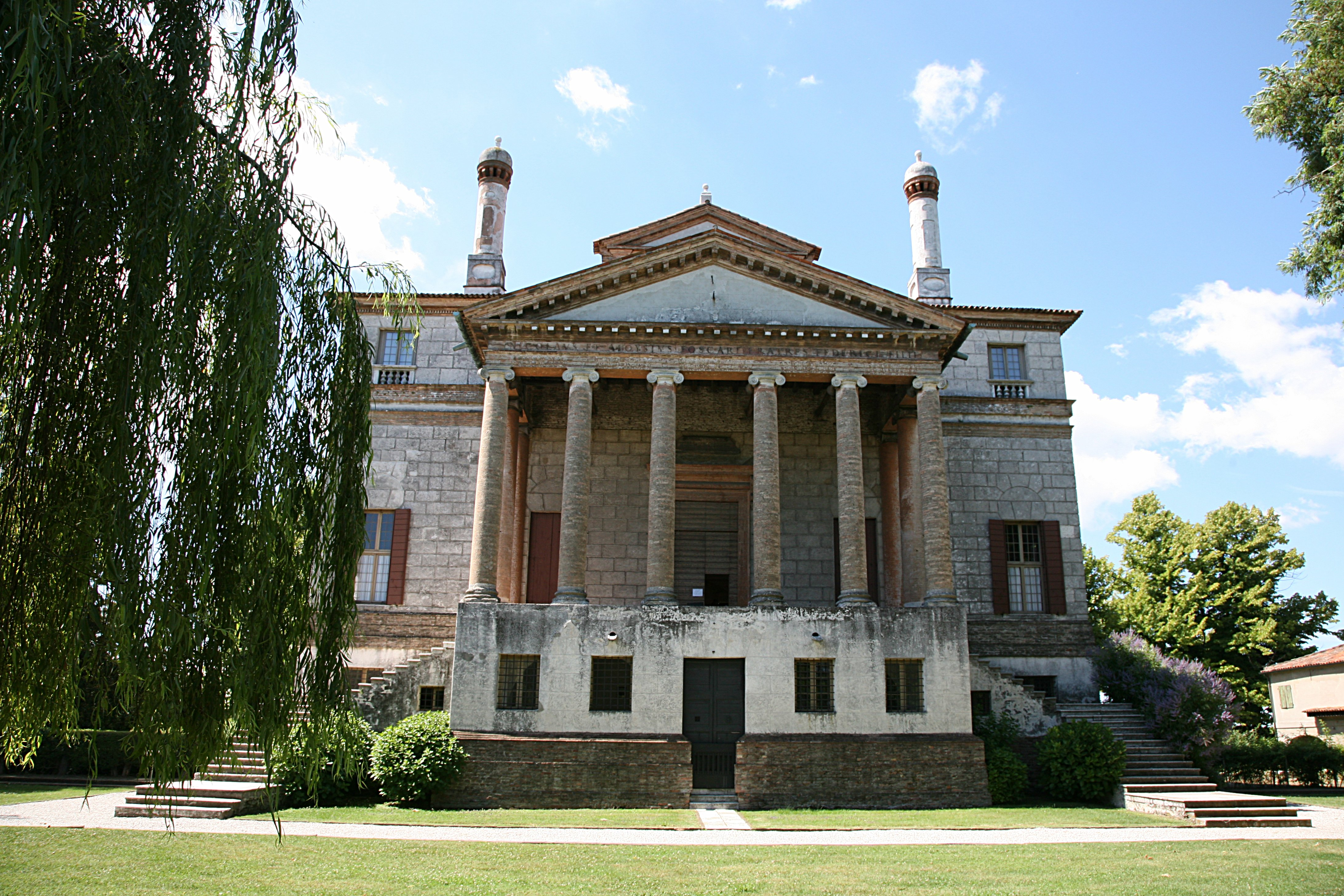

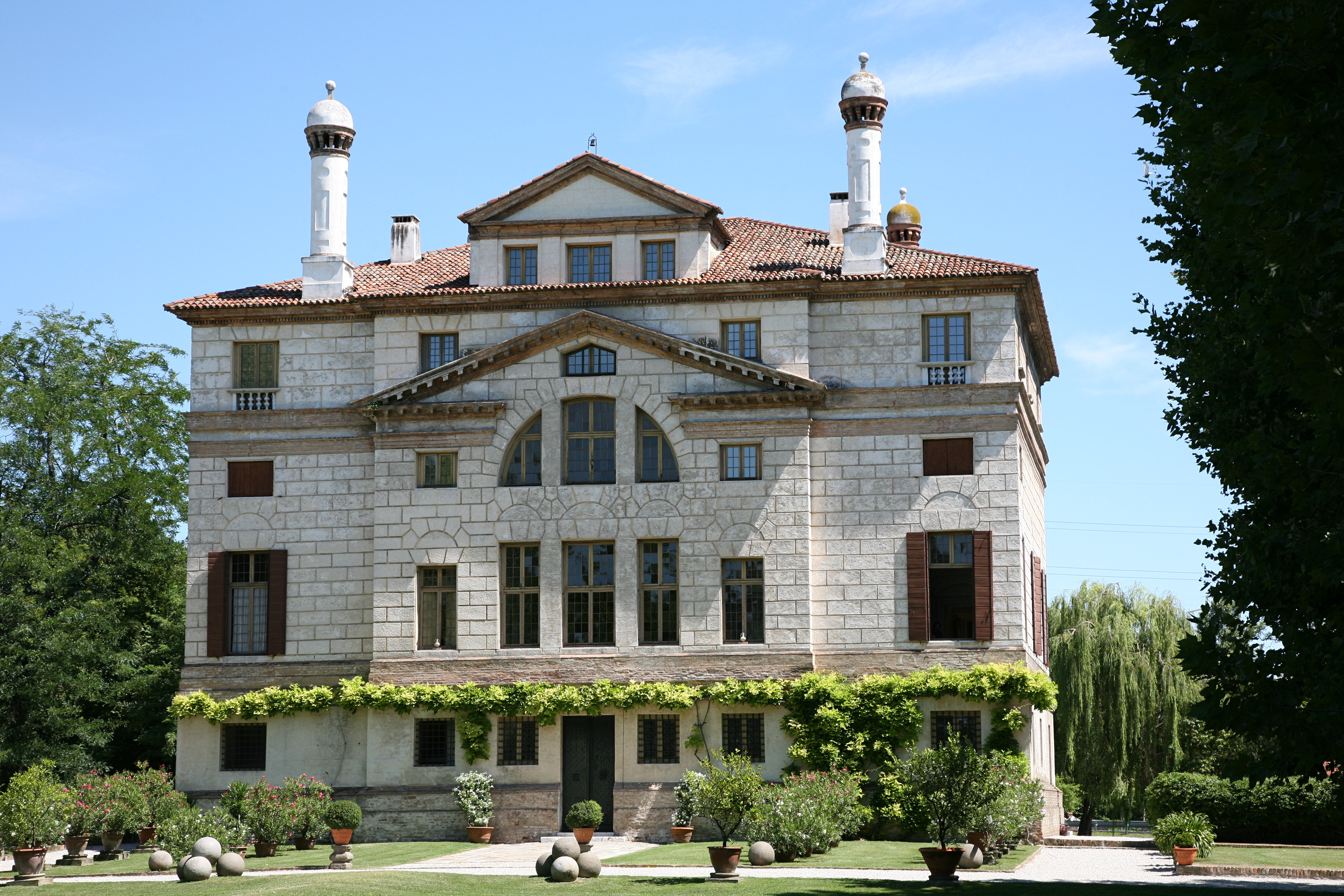

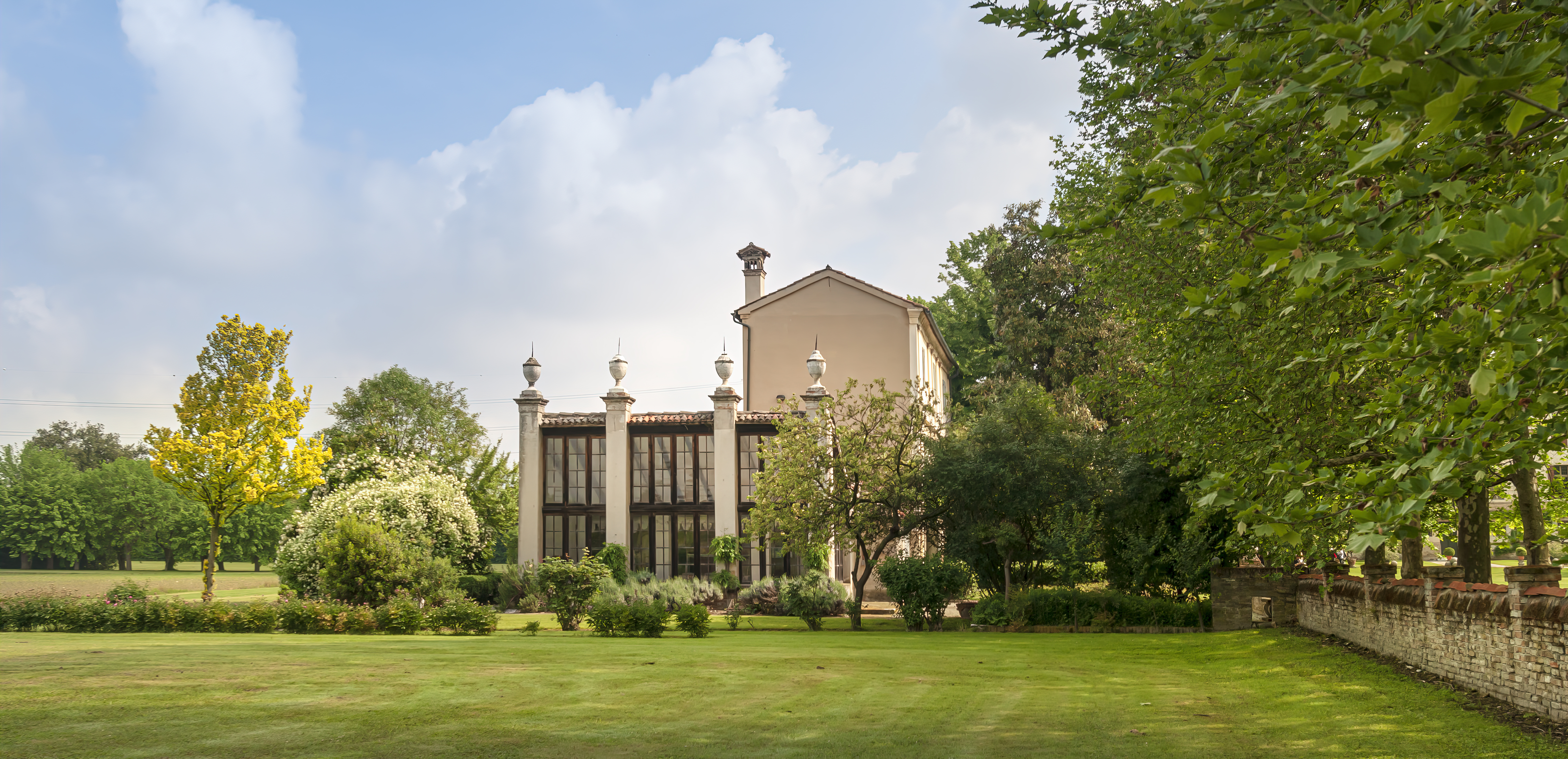
Szklarnia

Villa Foscari – renesansowa willa w Mira w pobliżu Wenecji zaprojektowana przez Andreę Palladia na zamówienie braci Nicola i Luigiego Foscari. Znana jest również jako La Malcontenta. 

## Historia
Willa została zamówiona przez braci Foscari ok. roku 1558 i była budowana do 1560. Nadal stanowi własność tej samej rodziny, jednak część jej pomieszczeń jest obecnie udostępniania turystom. W 1973 willa przeszła generalny remont. Jest zabytkiem wpisanym na listę Światowego Dziedzictwa UNESCO. 

## Architektura
Ze względu na położenie nad kanałem Brenta willa jest wzniesiona na charakterystycznym, jedenastometrowym podwyższeniu, największym tego typu w willach palladiańskich. Willa wyróżnia się na tle innych budynków Palladia brakiem związanych z nią budynków gospodarskich. W związku z tym pełniła kilkakrotnie rolę miejsca przyjęć ważnych gości. W 1574 gościł w niej król Francji Henryk III. 
Centrum fasady willi stanowi fronton i loggia z sześcioma kolumnami jońskimi oraz tympanonem. Wejście na loggię prowadzi przez schody z obydwu stron obiektu. Na fasadzie położone są cztery prostokątne okna rozmieszczone symetrycznie po obydwu stronach frontonu. 
Wnętrze budynku jest bogato dekorowane freskami wykonanymi przez Battistę Franco oraz Giovanni Battistę Zelottiego, w tematyce których dominują motywy mitologiczne, inspirowane twórczością Owidiusza. Ze względu na wilgotne powietrze okolic kanału stan malowideł ulegał w ciągu wieków systematycznemu pogorszeniu. 